# Krafttier
Krafttier (auch Geisttier oder Totemtier) ist ein Begriff für ein Geistwesen in Tiergestalt, das in der Esoterik und im Neoschamanismus verwendet wird. Es wird als spiritueller Wegbegleiter oder als Seelengefährte beschrieben.

## Ursprung der Idee
Die Idee der Krafttiere wurde aus totemistischen und animistischen Konzepten ganz verschiedener ethnischer Religionen übernommen, in denen Schutzgeister in Gestalt anderer Lebewesen vorkommen. Vor allem in der Mythologie der Jäger und Sammler spielen Tiere eine bedeutende Rolle und werden zumeist als beseelt angesehen. Beschrieben wird diese Vorstellung bei vielen nordamerikanischen Indianern und den schamanistischen Kulturen Sibiriens und der Arktis. In anderen Kulturen, in denen Schamanentum auftritt – zum Beispiel in Südamerika –, glaubt man ebenso wie in der Arktis und Sibirien an Hilfsgeister, die als Seelen verstorbener Ahnen, Pflanzen- oder Tiergeister gesehen werden. In Australien und Nordamerika sind die Schutzgeister überwiegend tiergestaltig.
Die Tiere, die dem Visionssuchenden oder Schamanen in seiner Trance als Geister erscheinen, werden als Hilfsgeister und Schutzgeister angesehen. Solche Geister (spiritus familiaris) unterscheiden sich von den göttlichen oder halbgöttlichen Wesen, die der Schamane in seinen Sitzungen anruft.
Tiergeister haben nach den Lehren verschiedener Formen des Schamanismus große Macht in den jenseitigen Ober- und Unterwelten. Sie sollen dem Schamanen helfen sich in diesen Welten zurechtzufinden und diese Welten zu verstehen. Auch werden diese Wesen angerufen um die Seele des Menschen auf Reisen in diesen Welten zu begleiten, zu beschützen, zu heilen und zu führen.
Der Schamane verfügt zumeist über mehrere Hilfsgeister in Tierform, die ihn bei seinen Aufgaben, dem Besuch geistiger Welten und dem Heilen von Krankheit, Elend und Unglück unterstützen (siehe Seelenreise). Der Schamane fällt hierbei in eine Trance und besichtigt imaginativ geistige Welten, wo er z. B. um die Rückkehr menschlicher Seelen bittet, die von bösen Geistern gefangen wurden.
Einige Schamanen haben nur einen Hilfsgeist in Tierform, andere mehrere oder viele. So haben Schamanen der nördlichen Ostjaken nur einen Tiergeist, den Bären, während im nördlichen Grönland ein Schamane bis zu fünfzehn Hilfsgeister hat. Bei einigen Völkern ist der Schamane umso mächtiger, je mehr Hilfsgeister er hat. In der Mythologie der Inuit kommen die Tiergeister aus freiem Willen herbei, wenn der Schamane sich als würdig erweist.

### Bedeutung verschiedener Tiergeister im Schamanismus
Die Schamanen Sibiriens und der nordamerikanischen Arktis verkehren mit Geistern aus der Natur in Gestalt von Wölfen, Elchen, Bären, Raben, Fischen, Pferden, Schlangen und Vögeln.
Bei den Nenzen, Tschuktschen und Ewenken spielen Rentiere, Füchse, Bären und Wölfe traditionell eine wichtige Rolle in Mythen und Geschichten.
Das Verhältnis des Schamanen zu den Tiergeistern kann je nach Volk variieren, jedoch besteht immer eine enge Beziehung, die vom Verhältnis eines Wohltäters zu seinem Schützling bis zum Verhältnis eines Dieners zu seinem Herren reicht.
Die Rolle, die Tiere in der schamanischen Sitzung spielen, zeigt sich in der Einleitung der Sitzung und der Vorbereitung von Himmels- oder Unterweltsreisen, während der Schamane unter anderem das Verhalten von Tieren nachahmt und Tierschreie imitiert.
In den verschiedenen Stämmen der Arktis und Sibiriens werden bestimmte Tiergeister traditionell überliefert, die auch je nach Stamm verschiedene Rollen und Bedeutungen haben: Der Schamane soll z. B. in Form des Tieres selbst in Tranceerlebnissen in den jenseitigen Geistwelten reisen können, feindliche Wesen bekämpfen, oder die Tiere begleiten ihn bei seinen magischen Aufgaben. Eine wichtige Aufgabe des Schamanen arktischer Völker in Bezug auf Tiere ist es z. B., den Herrn der Tiere bei einer Seelenreise zu treffen und über Jagdbeute zu verhandeln. Bei den Ewenken ist dieser Herr der Tiere der Bär, der auch als das höchste Wesen angesehen wird. Bei den Völkern Nordostsibiriens und bei Inuitgruppen Alaskas, Kanadas und Grönlands hat der Rabe eine wichtige Rolle als Urahn der Menschen, Erschaffer der Erde und Kulturbringer.

## Krafttiere in der Esoterik
In esoterischen Zusammenhängen in der westlichen Kultur spielen Krafttiere prinzipiell eine ähnliche Rolle wie die Tiergeister in ihren Ursprungskulturen. Das Tier wird hier zumeist mythisch-symbolisch verstanden und es gibt eine Vielzahl von unterschiedlichen Methoden, mit diesen Tieren in Kontakt zu treten. Die sogenannten Krafttiere werden im Traum erkannt oder imaginiert, tänzerisch und lautlich nachgeahmt und dienen als Begleiter und Ratgeber im Zusammenhang mit imaginativen Vorstellungen.
Tiergeister können in zwei Gruppen unterteilt werden:
- Die Krafttiere haben eine persönliche Beziehung zu dem Menschen, den sie begleiten, und bleiben bei ihm. Manche Menschen gehen davon aus, dass jeder ein Krafttier hat, nicht nur Schamanen, auch, wenn er es nicht kennt.
- Im Gegensatz dazu begleiten Helfertiere einen Menschen entweder nur eine Zeit lang oder nur in bestimmten Situationen (z. B. Krankheiten), sonst sind sie nicht bei dem Menschen, dafür können sie mehreren Menschen (nacheinander) helfen. Sie haben keine persönliche Bindung zu den Menschen, die sie begleiten und unterstützen.

Das Symbol des jeweiligen Tieres wird zumeist so verstanden, dass die Verbindung zu dem Tier die jeweiligen symbolischen Eigenschaften auf den 'Schamanen' überträgt oder dessen Eigenschaften personifiziert. Ein Wolf, der in einem Rudel lebt, wäre auch mit Empathie ausgestattet oder der Fuchs soll hohe Intelligenz bewirken. Die symbolischen Eigenschaften der Tiere sind in der Esoterik zumeist nicht nur auf Stammesreligionen und Schamanismus bezogen, sondern speisen sich auch aus europäischen Überlieferungen wie z. B. Mythologie, Fabeln und Märchen.

## Kritik
Manche Esoterikanbieter und Neoschamanen reißen unterschiedliche Vorstellungen ohne gemeinsamen kulturellen Ursprung aus ihrem Zusammenhang und mischen oder ändern sie zum Teil willkürlich. Viele von ihnen berufen sich auf indigene Kulturen als Ursprung der Krafttiere, sind jedoch nicht an einer Wiedergabe der ursprünglichen Inhalte interessiert. Der Hauptgrund ist oftmals lediglich die bessere Vermarktung. Dies zeigt sich in der enorm großen Zahl einschlägiger Bücher auf dem Markt. Entsprechend diesem uneinheitlichen, je nach Anbieter variierenden Konzept des Krafttiers gibt es unterschiedliche Formen von Krafttieren, die auf die Bedürfnisse des modernen Menschen zugeschnitten sind. Der ursprüngliche kulturelle Zusammenhang, in dem diese Ideen entstanden sind und wirksam waren, wird ignoriert.
Demgegenüber weisen Anhänger neopaganer Glaubensvorstellungen darauf hin, dass die Urheber solcher Kritikpunkte in der Regel von monotheistischem Gedankengut geprägt sind und daher keine tatsächlich spirituelle Verbindung zur Thematik hätten, sondern eher von der Absicht getrieben wären, Schamanismus im Allgemeinen oder das Konzept der Krafttiere im Speziellen als okkulten Humbug zu entlarven. Sie berufen sich dabei auf das Konzept der Interkulturalität und die Tatsache, dass mündlich überlieferte Spiritualität im Gegensatz zum Monotheismus – wie etwa dem Christentum – weder eine strenge, festliegende Lehre besäße noch eine Abgrenzung von Religion und Alltag vornehmen würde.